# سلاق غایب
سلاق غایب، روستایی است از توابع بخش مرکزی شهرستان گنبد کاووس در استان گلستان ایران.

## جمعیت
این روستا در دهستان باغلی ماراما قرار داشته و براساس سرشماری سال ۱۳۸۵ جمعیت آن ۹۸۰ نفر (۲۰۶خانوار) بوده‌است.